# Constantin von Boehn
Constantin (Konstantin) von Boehn (* 15. September 1856 in Sagerke, Kreis Stolp; † 19. April 1931 in Stolp) war ein deutscher Rittergutsbesitzer und königlich-preußischer Kammerherr.

## Leben
Als Sohn des Hauptmanns a. D. und Rittergutsbesitzers Alexander von Boehn (1813–1889) und seiner Frau Anna, geb. von Blumenthal, entstammte er dem uradeligen pommerschen Geschlecht der von Boehn. Sein Bruder war der spätere Reichstagsabgeordnete Siegfried von Boehn. Nach dem Besuch des Gymnasiums in Stolp studierte er an der Universität Leipzig Rechts- und Kameralwissenschaften. Im Oktober 1874 trat er der Landsmannschaft Afrania bei. Im Jahre 1876 setzte er seine Studien in Berlin fort. Als Rechtsreferendar war er in Hannover, Einbeck und Belgard tätig. 1878/80 diente er als Einjährig-Freiwilliger im Dragoner-Regiment Nr. 11 in Belgard. Hernach studierte er im Wintersemester 1880/81 in Halle Landwirtschaft. Im Juli 1881 wurde er Gutsbesitzer auf Kuslow, wo er eine Brennerei für Industriespiritus erbauen ließ und das Herrenhaus modernisierte. Später wurde er königlich-preußischer Kammerherr. Anfang der 1920er Jahre umfassten seine Besitzungen das Rittergut Kuslow mit den Vorwerken Friedrichshof, Georgenthal und Kolsower Mühle etwa 882 ha, davon 143 ha Wald. Des Weiteren betrieb man eine Dampfbrennerei.
Alexander von Boehn trat 1906 dem Johanniterorden bei und gehörte, 1920 zum Rechtsritter ernannt, der Pommerschen Provinzial-Genossenschaft dieser für den Landadel so traditionsreichen Kongregation an.
1885 vermählte er sich mit Irma von Michaelis (1862–1940). Das Ehepaar hatte zwei Töchter und einen Sohn. Ihr Sohn Georg Alexander Ernst (1886–1945) übernahm später das Gut bis zur Enteignung, denn der Enkel Lubbert von Boehn fiel 1941 als Hauptmann im Krieg.